# 네트워크 패킷
패킷(packet, 문화어: 파케트, 소포)은 정보 기술에서 패킷 방식의 컴퓨터 네트워크가 전달하는 데이터의 형식화된 블록이다. 패킷은 제어 정보와 사용자 데이터로 이루어지며, 이는 페이로드라고도 한다. 패킷을 지원하지 않는 컴퓨터 통신 연결은 단순히 바이트, 문자열, 비트를 독립적으로 연속하여 데이터를 전송한다. 데이터가 패킷으로 형식이 바뀔 때, 네트워크는 장문 메시지를 더 효과적이고 신뢰성 있게 보낼 수 있다.

## 예: IP 패킷
IP 패킷은 헤더와 페이로드로 이루어진다. IPv4 패킷 헤더는 다음으로 구성된다:
| 00      | 01   | 02   | 03   | 04   | 05   | 06   | 07   | 08       | 09       | 10       | 11       | 12       | 13       | 14       | 15       | 16     | 17     | 18     | 19                                 | 20                                 | 21                                 | 22                                 | 23                                 | 24                                 | 25                                 | 26                                 | 27                                 | 28                                 | 29                                 | 30                                 | 31                                 | (비트 위치) |
| 버전    | 버전 | 버전 | 버전 | IHL  | IHL  | IHL  | IHL  | QoS      | QoS      | QoS      | QoS      | QoS      | QoS      | QoS      | QoS      | 길이   | 길이   | 길이   | 길이                               | 길이                               | 길이                               | 길이                               | 길이                               | 길이                               | 길이                               | 길이                               | 길이                               | 길이                               | 길이                               | 길이                               | 길이                               |             |
| 식별    | 식별 | 식별 | 식별 | 식별 | 식별 | 식별 | 식별 | 식별     | 식별     | 식별     | 식별     | 식별     | 식별     | 식별     | 식별     | 0      | DF     | MF     | 프레그먼트 오프셋(Fragment Offset) | 프레그먼트 오프셋(Fragment Offset) | 프레그먼트 오프셋(Fragment Offset) | 프레그먼트 오프셋(Fragment Offset) | 프레그먼트 오프셋(Fragment Offset) | 프레그먼트 오프셋(Fragment Offset) | 프레그먼트 오프셋(Fragment Offset) | 프레그먼트 오프셋(Fragment Offset) | 프레그먼트 오프셋(Fragment Offset) | 프레그먼트 오프셋(Fragment Offset) | 프레그먼트 오프셋(Fragment Offset) | 프레그먼트 오프셋(Fragment Offset) | 프레그먼트 오프셋(Fragment Offset) |             |
| TTL     | TTL  | TTL  | TTL  | TTL  | TTL  | TTL  | TTL  | 프로토콜 | 프로토콜 | 프로토콜 | 프로토콜 | 프로토콜 | 프로토콜 | 프로토콜 | 프로토콜 | 체크섬 | 체크섬 | 체크섬 | 체크섬                             | 체크섬                             | 체크섬                             | 체크섬                             | 체크섬                             | 체크섬                             | 체크섬                             | 체크섬                             | 체크섬                             | 체크섬                             | 체크섬                             | 체크섬                             | 체크섬                             |             |
| 원본 IP |      |      |      |      |      |      |      |          |          |          |          |          |          |          |          |        |        |        |                                    |                                    |                                    |                                    |                                    |                                    |                                    |                                    |                                    |                                    |                                    |                                    |                                    |             |
| 도착 IP |      |      |      |      |      |      |      |          |          |          |          |          |          |          |          |        |        |        |                                    |                                    |                                    |                                    |                                    |                                    |                                    |                                    |                                    |                                    |                                    |                                    |                                    |             |

## 같이 보기
- 패킷 교환
- 패킷 스니퍼
- 패킷 생성기
- 통신 공학
- APDU
- TCP 세그먼트